# 429033 Gunterwendt
429033 Gunterwendt este o planetă minoră (asteroid), cu un diametru de 4,501 km, din centura de asteroizi. A fost descoperită pe 13 februarie 2009 la Observatorio de Calar Alto⁠(d) de Felix Hormuth⁠(d). 
Obiectul prezintă o orbită caracterizată de o semiaxă mare de 3,1590110775759 UAi, o excentricitate de 0,18, o înclinație de 9,5 ° în raport cu ecliptica.